# Brendan Cole (Tänzer)

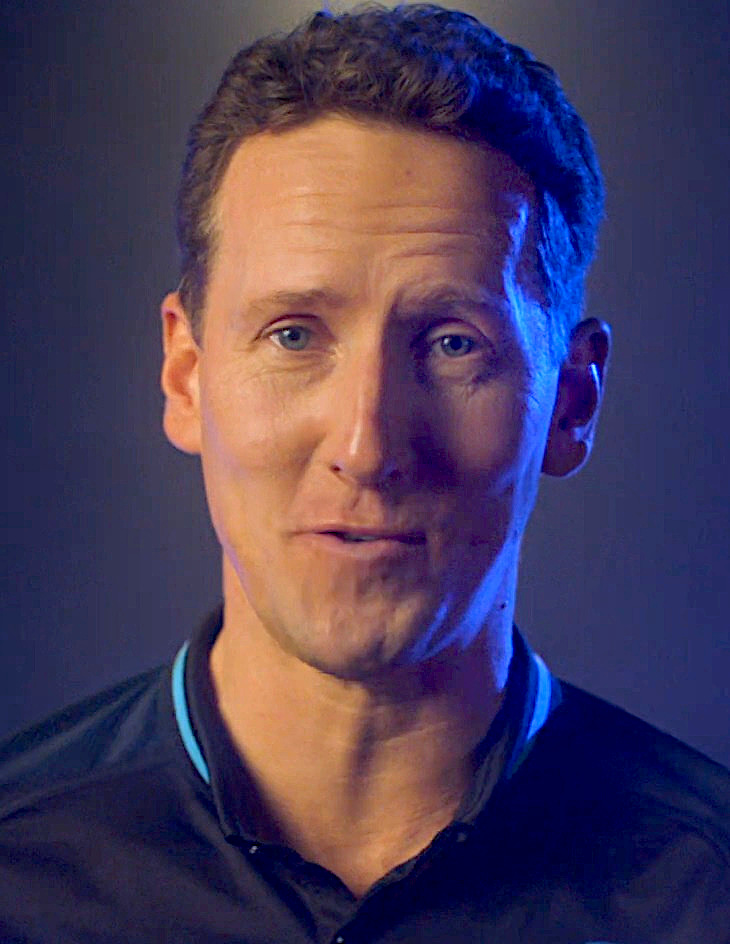
Brendan Cole im Jahr 2018

Brendan Cole (* 23. April 1976) ist ein neuseeländischer Profi-Latein-Tänzer, der seit einigen Jahren in Großbritannien lebt. Einem breiten Publikum wurde er als regelmäßiger Teilnehmer an der BBC-Produktion Strictly Come Dancing bekannt. 2007 vertrat er Großbritannien zusammen mit Camilla Dallerup beim Eurovision Dance Contest.

## Leben
Brendan Cole wurde in Christchurch, Neuseeland, geboren und tanzt seit seinem sechsten Lebensjahr. Im Alter von 19 zog er nach Großbritannien, wo er seine spätere Tanzpartnerin und Verlobte Camilla Dallerup traf. Das Paar nahm von 1996 bis Anfang 2002 als Amateure sowie zwischen 2002 und 2004 als professionelle Tänzer an Turnieren teil. Den größten Erfolg feierte das Paar 2003, als es bei den britischen Meisterschaften den dritten Platz unter den Lateintänzern belegte. Brendan Cole hatte mit seiner prominenten Tanzpartnerin Natasha Kaplinsky während der ersten Staffel von Strictly Come Dancing eine Affäre, woraufhin sich Dallerup von ihm trennte.
Das Paar geht seit der Trennung auch beruflich getrennte Wege, mit Ausnahme der Teilnahme am Eurovision Dance Contest (siehe unten).

## Teilnahme an Strictly Come Dancing
Cole nahm an allen acht bisher gesendeten Staffeln der Sendung teil. Den größten Erfolg hatte er in der ersten Staffel zu verbuchen, als er mit Natasha Kaplinsky den Wettbewerb gewann.

### Überblick
| Partner           | Platzierung |
| ----------------- | ----------- |
| Natasha Kaplinsky | 1/8         |
| Sarah Manners     | 6/10        |
| Fiona Phillips    | 9/12        |
| Claire King       | 6/14        |
| Kelly Brook       | Rücktritt   |
| Lisa Snowdon      | 3/16        |
| Jo Wood           | 11/16       |
| Michelle Williams |             |

Des Weiteren nahm er 2004, 2005 und 2008 am Weihnachtsspezial der Show – einer Koproduktion der britischen und US-amerikanischen Sendung – teil.

## Teilnahme am Eurovision Dance Contest
Camilla Dallerup und Brendan Cole wurden intern von der BBC ausgewählt, Großbritannien bei der ersten Ausgabe des Eurovision Dance Contest 2007 in London zu vertreten. Mit ihrer Rumba- und Freestyle-Darbietung konnte das Paar jedoch nicht die europäischen Zuschauer überzeugen und kam mit 18 Punkten auf den 15. und damit vorletzten Platz. Der zweite Tanz war der letzte gemeinsame Auftritt des Paares.

## Sonstige Fernsehauftritte
- Im Winter 2004 sammelte Cole erste Erfahrungen als Schauspieler im Film Everything to dance for.
- In der zweiten Staffel der Reality-Sendung Love Island (eine Art Mischung aus Big Brother und „Ich bin ein Star – Holt mich hier raus!“) belegte er den zweiten Platz als männlicher Teilnehmer.
- In der Sendung Just the two of us belegte er ebenfalls den zweiten Platz. Die Sendung ist Strictly Come Dancing im Aufbau ähnlich, allerdings treten jeweils ein Prominenter und ein professioneller Sänger im Duett an.